# Colt M1900
La Colt M1900 è una pistola semi-automatica progettata da John Browning negli anni a cavallo dei due secoli (XIX e XX) e prodotta dalla Colt Manufacturing Company. Venne camerata con la nuova cartuccia 38 Auto o .38 APC (studiata da Browning nel 1897) e fu la prima pistola della storia ad utilizzare il funzionamento a corto rinculo di tipo Browning, per la ricarica automatica dei proiettili (si veda anche la mitragliatrice di Maxim).
L'esercito degli Stati Uniti testò il progetto contro altre pistole semiautomatiche anche di produttori europei, adottando alcune versioni in prova. Ed anche la M1900 e le diverse varianti, sono state messe poi in vendita nel mercato civile.
Tra le figlie di quest'arma ci sono la M1902 in variante sportiva e militare, la M1903 Pocket solo nei modelli in .38 Auto (il modello in .32 ACP aveva un design diverso) e la M1905 usata per introdurre la cartuccia .45 ACP. Le successive modifiche e le migliorie del 1909 e successivi, eliminarono il collegamento del barilotto anteriore sostituito da una più semplice boccola, per diventare in un paio di anni, la famosa pistola Colt M1911, tutt'oggi prodotta.